# Adorazione dei magi (Farinati)
Adorazione dei magi è un dipinto del pittore veronese Paolo Farinati, realizzato con la tecnica della pittura a olio su tela, conservato presso il museo di Castelvecchio a Verona.
La tela è entrata a far parte delle collezioni civiche veronesi a seguito di un legato testamentario. Essa è firmata dall'autore con il simbolo di una chiocciola in basso a destra, un frequente espediente utilizzato da Farinati per siglare le proprie opere. Non vi è invece riportata la data di esecuzione, ma si ritiene che possa essere collocabile nella fase matura dell'artista.
Il tema scelto è l'Adorazione dei Magi, la composizione è piuttosto tradizionale con la Sacra Famiglia raffigurata alla sinistra dell'osservatore all'interno di una capanna, mentre a destra due magi sono chinati in adorazione e il terzo in piedi. Sullo sfondo si apre un arco che lascia intravedere un paesaggio denso di nubi.
Grazie ad un restauro effettuato nel 1990 la tela può considerarsi in un buono stato di conservazione.